# Stenopsyche coomani
Stenopsyche coomani är en nattsländeart som beskrevs av Navás 1932. Stenopsyche coomani ingår i släktet Stenopsyche och familjen Stenopsychidae. Inga underarter finns listade i Catalogue of Life.